# Lycée Dorian
Pour les articles homonymes, voir Dorian.
Le lycée Caroline Dorian est un établissement éducatif polyvalent du 11e arrondissement de Paris, fondé en 1887, et à vocation scientifique et technologique.

## Histoire
Fondé en 1872 par Caroline Dorian, femme de Pierre-Frédéric Dorian, en tant qu'institution pour recueillir les orphelins de la guerre de 1870, il se transforme en internat primaire municipal en 1887, puis successivement en école primaire supérieure professionnelle (1893), en collège technique municipal (1945), en lycée technique municipal (1957) pour être enfin nationalisé en 1976.
Si le lycée Caroline Dorian est par son histoire un établissement essentiellement technologique, il accueille également des classes de l'enseignement général (seconde SES et préparation au bac S et ES) et professionnelle.
Le bâtiment E, construit en 1993, accueille les ateliers de verrerie et les salles dédiées aux enseignements technologiques, ainsi qu'un internat et le service de restauration scolaire.
Les ailes les plus anciennes ont été entièrement rénovées entre 2002 et 2005 ; le lycée est ainsi devenu un établissement alliant architecture ancienne et modernité.
Depuis le 10 juin 2004, le lycée accueille une antenne du réseau GNSS permanent (RGP), un système de positionnement par satellites en temps réel de l'IGN.

## Enseignements
Le lycée propose notamment :
- les filières d'enseignement général et technologique et STI2D (avec les options SIN et ITEC, mais aussi AC depuis la rentrée 2018),
- les formations en arts et techniques du verre et des métiers de l'enseigne, au niveau CAP et BMA,
- de nombreux BTS (géomètre, maintenance, productique, conception de produits industriels, électronique, informatique et systèmes de production, IRIS),
- un BT de topographe,
- une licence professionnelle (instrumentation optique et visualisation) en partenariat avec l'Université Paris VI,
- des classes préparatoires PT subsistant de la préparation aux Arts et Métiers ouverte en 1946.

Le lycée compte environ 1 200 élèves dont 250 post-bac et 150 en section professionnelle et dispose d'un internat.

### Classement du lycée
En 2017, le lycée se classe 91e sur 109 au niveau départemental quant à la qualité d'enseignement, et 1389e au niveau national. Le classement s'établit sur trois critères : le taux de réussite au bac, la proportion d'élèves de première qui obtient le baccalauréat en ayant fait les deux dernières années de leur scolarité dans l'établissement, et la valeur ajoutée (calculée à partir de l'origine sociale des élèves, de leur âge et de leurs résultats au diplôme national du brevet).

### Classement des CPGE
Le classement national des classes préparatoires aux grandes écoles (CPGE) se fait en fonction du taux d'admission des élèves dans les grandes écoles. 
En 2017, L'Étudiant donnait le classement suivant pour les concours de 2016 :
| Filière | Élèves admis dans une grande école* | Taux d'admission* | Taux moyen sur 5 ans | Classement national |
| --- | ----------------------------------- | ----------------- | -------------------- | ------------------- |
| PT / PT* | 16 / 35 élèves                      | 45,7 %            | 36,1 %               | 8e sur 64           |
| Source : Classement 2017 des prépas - L'Étudiant (Concours de 2016). * le taux d'admission dépend des grandes écoles retenues par l'étude. En filières scientifiques, c'est un panier de 11 écoles d'ingénieurs qui a été retenu par L'Étudiant pour la filière PT. |                                     |                   |                      |                     |

## Transports
Le lycée est accessible par les lignes de métro 2 aux stations Philippe Auguste et Alexandre Dumas et 9 à la station Rue des Boulets.